# Niederländische Badmintonmeisterschaft 1963
Die Niederländische Badmintonmeisterschaft 1963 war die 22. Austragung der nationalen Titelkämpfe im Badminton in den Niederlanden. Sie fand bereits vom 8. bis zum 9. Dezember 1962 in Haarlem statt.

## Finalergebnisse
| Disziplin    | Sieger                      | Finalist                     | Ergebnis           |
| ------------ | --------------------------- | ---------------------------- | ------------------ |
| Herreneinzel | Cees Broedelet              | Pim Seth Paul                |                    |
| Dameneinzel  | Imre Rietveld               | Marloes van Swelm            | 11-2, 11-2         |
| Herrendoppel | Jo van der Sluys Hans Sweep | Pim Seth Paul Lex Meijer     | 18-13, 4-15, 15-11 |
| Damendoppel  | Marja Ridder Imre Rietveld  | Henriëtte Ernst Agnes Geene  | 15-2, 15-1         |
| Mixed        | Jos Rijmers Imre Rietveld   | Lex Meijer Marloes van Swelm | 15-12, 15-8        |